# Ильинский (Белгородская область)
Ильи́нский — хутор в Красногвардейском районе Белгородской области. Входит в состав Коломыцевского сельского поселения.

## География
Хутор находится на расстоянии 10 км к юго-западу от города Бирюч, административного центра района.

### Часовой пояс
Хутор Ильинский, как и вся Белгородская область, находится в часовой зоне МСК (московское время). Смещение применяемого времени относительно UTC составляет +3:00.

## Население
| 2002 | 2010 |
| ---- | ---- |
| 64   | ↘45  |

## Улицы
На хуторе имеется одна улица — Ильинский.